# 满珠习礼 (科尔沁)
满珠习礼（？—1665年），博尔济吉特氏，清朝蒙古王公，科爾沁部人。
满珠习礼是奎蒙克塔哈喇的六世孙。博第达喇玄孙，纳穆赛曾孙，莽古斯之孙，寨桑之子，吴克善的弟弟，孝庄文皇后的哥哥，孝惠章皇后的叔祖。
满珠习礼本为台吉。天聪二年（1628年），满珠习礼尚岳託之女、皇太极养女永金（封和硕公主），授和硕额驸。崇德元年（1636年），封札萨克多罗巴圖魯郡王。顺治九年（1652年），賜號達爾漢巴圖魯。順治十六年（1659年），進封和碩達爾漢巴图鲁親王。康熙四年（1665年），满珠习礼卒。其子和塔嗣位。和塔的儿子是班第。
满珠习礼有一女为皇太极子、硕塞继福晋，一女为皇太极子、博穆博果尔嫡福晋。